# Callopora depressa
Callopora depressa är en mossdjursart som beskrevs av Cook 1968. Callopora depressa ingår i släktet Callopora och familjen Calloporidae. Inga underarter finns listade i Catalogue of Life.